# 布日科維奇
50°42′58″N 24°26′16″E / 50.71611°N 24.43778°E
布日科維奇（烏克蘭語：Бужковичі），是烏克蘭的村落，位於該國西部沃倫州，由沃洛德米爾區負責管轄，始建於1287年，面積9.4平方公里，海拔高度217米，2001年人口231，人口密度每平方公里24.57人。